# 二十二社
二十二社（にじゅうにしゃ）は、神社の社格の一つ。国家の重大事、天変地異の時などに朝廷から特別の奉幣を受けた。平安時代後期、後朱雀天皇治世の長暦3年（1039年）に22社目の日吉社が加わり、白河天皇治世の永保元年（1081年）に制度としての二十二社が確立したとされる。主に畿内の神社から選ばれた。戦後に社格制度が廃止されたため、現代では存在しない。

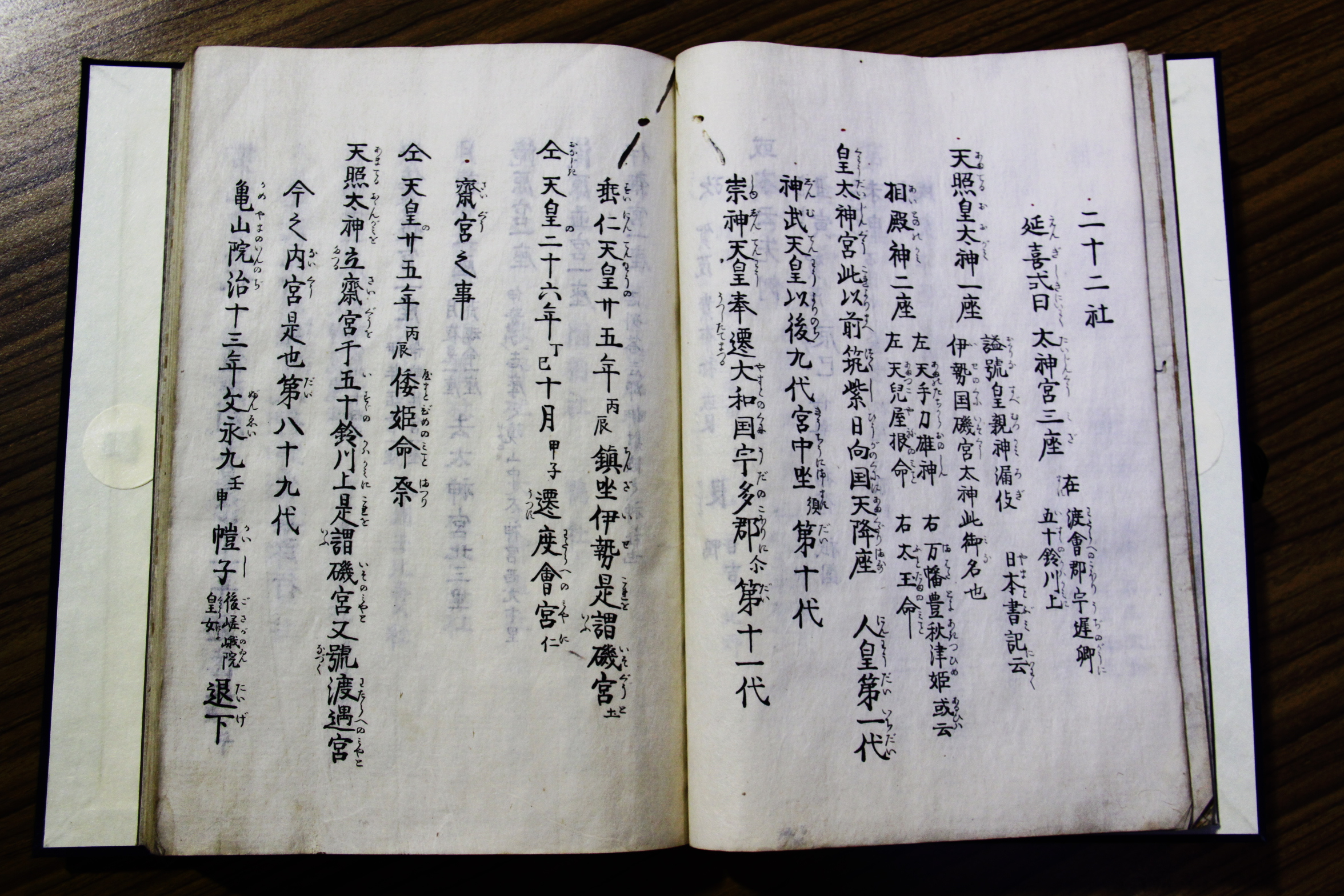
『二十二社註式』　写本

## 解説

### 成立の起源
南北朝時代の公家である北畠親房は、その著書『二十一社記』のなかで二十二社の成立について、皇城鎮守神として二十二社を定め置き、諸国までは遼遠なので臨時の祈祷等は二十二社に奉幣したのだと述べた。
その後、江戸時代においても二十二社の研究は進められたが、二十二社の選定や尊崇の具体的考察が行われるのは近代に入ってからである。大正時代に発表された『神祇史綱要』掲載の「二十二社の発生」では、二十二社制度の起源を次のように解説している。一般官社制度の外に立ち、朝眷に浴して卓越した位置に居た神社があり、延喜年間以降に万事が先例古格により律せられる因襲的傾向が著しくなると、その地位が慣例化・固定化したとする。加えて地方と中央の連絡が完全ではなかった当時、遠隔の諸大社に奉幣を行う余裕が無かったことから、京を中心に付近の国々に限って祈年穀奉幣するなど待遇が定まって行き、最後は白河天皇御代の永保元年（1081年）に、当時その地位にあった神社22か所が地位を固定されて「二十二社」と呼ばれるようになったのだとしている。
昭和40年（1965年）に発表された『摂関時代における神社行政　－二十二社の成立を主題として－』では、『神祇史綱要』の「二十二社の発生」をさらに補完・詳述し、まず二十二社発生の前段として、当時の神祇行政について述べている。
律令制では、祈年祭などの祭事に朝廷から奉幣をする神社が、『延喜式神名帳』などにより多数定められていたが、律令制の衰退などにより次第に少数の特定の神社にのみ奉幣されるようになった。
『摂関時代における神社行政　－二十二社の成立を主題として－』ではこの過程について、平安時代前半期では正史に多数見られた官社撰定および神階奉授の記事が平安時代後半に入ると激減し、恒祇や奉幣記事も次第に範囲を狭めて皇都周辺の大社名社に限定されるようになって行ったと指摘し、さらに平安時代後半の律令体制の弛緩とあいまって中央の神祇官が一部の名社を重視し始めることに比例し、地方国司の祠社の管掌もしだいに形式化・疎略化する動向を示した、と述べている。
同書では、律令体制弛緩の証左として、『本朝文粋』の延喜14年（914年）4月28日上奏の三善清行の意見封事にある、神祇官の幣帛受納に参集した諸社の祝部が、幣帛の絹や神酒、神馬を着服し、一人も幣帛を本社に捧げて祈請する者がいなかったとする記述。『日本紀略』の天暦2年（948年）11月22日の条にある、新嘗祭において諸卿の不参が多く神事が遅滞した記述。さらに、このような神事闕怠に対する禁令がしばしば出されていることなどを挙げている。
さらに同書では、社殿の造替、神事の厳修を標榜する律令的神祇行政の再編成を行う一方で、既に神階が極位に達していた諸社が皇親の参詣や臨時奉幣を仰いだために、畿内周辺の名社を偏重する傾向が進んで行ったと述べ、その遠因は桓武天皇の平安京遷都にあるのではないかと推察している。すなわち、平安京遷都後、皇室の祖神、外戚神と仰がれ、有力氏族に奉斎され、民衆に除災招福の利益を与える名社として特別の崇敬を得た諸社が、京周辺にあって顕著な発展を遂げたのだと、その理由を推測した。
同書によると、これら幣帛を受ける名社が次第に固定化されていく様子は、『日本紀略』を通覧した際に散見される、数社同時奉幣記事に見ることが出来るとしている。

### 『日本紀略』等に見える二十二社
文明元年（1469年）に吉田兼倶が撰したとされる『二十二社註式』には冒頭に二十二社の成立次第を揚げている。さらに吉田兼倶は、『神道大意』の『定二十二社次第事』においても二十二社の成立に関して、ほぼ同様の言及を行っている。また前述のように、『日本紀略』には同時班幣記事がしばしば出てきており、これらの内、神社数と神社名の両方が記載された記事および前述の神祇行政に関わる記事、さらに『百錬抄』における二十二社制の成立記事を時系列的に並べると、以下のように二十二の成立の様子がわかる。なお、（　）内の奉幣神社名は『日本紀略』の表記順と同じ順番で並んでいる。
- 『日本紀略』　延長5年（927年）11月26日の条　『延喜格』および『延喜式』を表進。
- 『日本紀略』　天暦2年（948年）11月22日の条　新嘗祭において諸卿不参。
- 『日本紀略』　天徳4年（960年）3月22日の条　奉幣12社（伊勢、石清水、賀茂、松尾、平野、稲荷、春日、大原野、大神、石上、大和、住吉）、奉幣理由の記載なし。
- 『日本紀略』　天徳4年（960年）7月17日の条　奉幣15社（石清水、賀茂、松尾、平野、稲荷、春日、大原野、大神、石上、大和、広瀬、竜田、住吉、丹生、貴布禰）、延喜15年（915年）9月7日の例による奉幣。[注釈 3]
- 『日本紀略』　応和3年（963年）7月15日の条　奉幣16社（伊勢、石清水、賀茂、松尾、平野、稲荷、春日、大原野、大神、石上、大和、広瀬、竜田、住吉、丹生、貴布禰）、祈雨による奉幣。[注釈 4]
- 『日本紀略』と『定二十二社次第事』および『二十二社註式』[注釈 5]の記述　康保3年（966年）閏8月21日
  - 『日本紀略』　康保3年（966年）閏8月21日の条　奉幣16社（奉幣社名なし）、止雨による奉幣。
  - 『定二十二社次第事』および『二十二社註式』　康保3年（966年）閏8月21日　伊勢、石清水、賀茂、松尾、平野、稲荷、春日、大原野、大神、石上、大和、広瀬、竜田、住吉、丹生、貴布禰の16社が定まる。
- 『日本紀略』　永観2年（984年）11月13日の条　奉幣11社（伊勢、石清水、賀茂、松尾、平野、稲荷、春日、大原野、住吉、大神、丹生）、祈晴による奉幣。
- 『日本紀略』　永延元年（987年）12月12日の条　奉幣7社（伊勢、石清水、賀茂、松尾、平野、春日、大原野）、兵庫寮失火による奉幣。
- 『日本紀略』と『定二十二社次第事』および『二十二社註式』の記述　正暦2年（991年）6月24日
  - 『日本紀略』　正暦2年（991年）6月24日の条　奉幣伊勢以下19社、祈雨による奉幣。
  - 『定二十二社次第事』および『二十二社註式』　正暦2年（991年）6月24日　既定の16社に吉田、広田、北野を加えた、19社が定まる。
- 『日本紀略』と『定二十二社次第事』および『二十二社註式』の記述　正暦5年（994年）2月17日
  - 『日本紀略』　正暦5年（994年）2月17日の条　奉幣伊勢以下諸社、祈年穀・行幸による奉幣。
  - 『定二十二社次第事』および『二十二社註式』　正暦5年（994年）2月17日　既定の19社に梅宮を加えた、20社が定まる。
- 『日本紀略』　長徳元年（995年）10月7日の条　奉幣7社（伊勢、石清水、賀茂、松尾、平野、稲荷、春日）、行幸による奉幣。
- 『定二十二社次第事』および『二十二社註式』　長徳元年（995年）2月25日　既定の20社に祇園を加えた、21社が定まる。
- 『日本紀略』　長保2年（1000年）3月23日の条　奉幣6社（伊勢、石清水、賀茂、平野、松尾、稲荷）、造宮による奉幣。
- 『日本紀略』　長保2年（1000年）10月27日の条　奉幣8社（伊勢、石清水、賀茂、松尾、平野、稲荷、春日、大原野）、奉幣理由の記載なし。
- 『日本紀略』　寛弘7年（1010年）2月9日の条　奉幣11社（伊勢、石清水、賀茂、松尾、平野、稲荷、春日、大原野、祇園、北野）、祈年穀による奉幣。[注釈 6]
- 『日本紀略』　長和5年（1016年）11月4日の条　奉幣3社（伊勢、石清水、賀茂）、大嘗會の事による奉幣。
- 『日本紀略』　寛仁3年（1019年）4月21日の条　奉幣10社（伊勢、石清水、賀茂、松尾、平野、稲荷、春日、大原野、大神、住吉）、刀伊國賊徒の事による奉幣。
- 『定二十二社次第事』および『二十二社註式』　長暦3年（1039年）8月18日　既定の21社に日吉を加えた、22社が定まる。
- 『百錬抄』　永保元年（1081年）11月18日　日吉を加えた22社を永例とした。

### 成立の過程
前節で記載した他にも、『日本紀略』には同時奉幣記事が多数あるが、『摂関時代における神社行政　－二十二社の成立を主題として－』が指摘するように、奉幣社数は次第に増えて行ったのでは無く、適宜に奉幣社数が増減している。また、同書によれば、『日本紀略』での数社の表記法には、多少の異動はあれ一定の順位が守られており、京周辺の名社をある基準に基づいて配列・表記した二十二社記の原型となる帳簿があったのではないかと推測している。その帳簿を基に適宜奉幣社が選ばれ、その社数と奉幣社名の合一がしだいに慣例となって固定化し、二十二社成立の一因になったと推察している。
『摂関時代における神社行政　－二十二社の成立を主題として－』では、二十二社の選定基準についても考察している。それによれば、最初の16社の選定基準は山城国および大和国に鎮座する極位の神階を有する式内官幣大社で、各社の神徳や社運も考慮して選定されたのではないかと推定している。続く3社については、吉田神社は藤原氏の氏神のゆえ、廣田神社は住吉大社同様に皇室の守護神・護国神としての神徳に昇揚された古来の名社ゆえ選定されたと推測し、北野天満宮は北野の怨霊と神験が選定の動機になったのではないかと推察している。さらに、20社目の梅宮大社は『公事根源』に記されているように橘氏を外祖母とする摂関家の推挙によるもの、21社目の祇園社（現在の八坂神社）は疫癘鎮遏の神徳から推測し、正暦5年（994年）4～7月の悪疫流行が動機ではないかとしている。最後の日吉大社は比叡山延暦寺の守護神として崇敬されていたが、加列に要した年数をみると、十六社制が成立した康保3年（966年）から二十一社制が成立した長徳元年（995年）まではわずか30年であったのに対し、二十一社制の成立から日吉大社の加列があった長暦3年（1039年）まで45年、さらに二十二社が永例とされる永保元年（1081年）まで43年を要していることから、『扶桑略記』長暦3年（1039年）2月18日の条に見える比叡山の山門宗徒3,000人による関白への強訴や、同じく長暦3年3月16日の条に見える延暦寺法師による高陽院焼失などの事件があったため、同年8月18日に日吉大社を暫定的に加列させ、永保元年（1081年）4月からの延暦寺と園城寺の対立後に、山門宗徒の強訴もしくは彼らへの慰撫のために止むを得ず加列を永例として決定し、二十二社制が確立したのではないかとしている。

### その後の二十二社
その後、平安時代末期には、厳島神社を二十二社に加列する動きがあった。『百錬抄』の治承3年（1179年）2月24日の条によれば、厳島神社を二十二社に加えることについて協議がされており、『玉葉』の治承3年（1179年）2月7日の条にも、2月24日に二十二社に加えて厳島神社に奉幣するとの記述がなされている。この厳島神社を加列する動きは平清盛の要請によるものと言われており、その様子を『玉葉』および『百錬抄』の治承4年（1180年）3月19日の条にある高倉上皇の厳島神社参詣などに見ることができる。しかし、結果として厳島神社は二十二社に加わらなかった。
『摂関時代における神社行政　－二十二社の成立を主題として－』では、二十二社確立後の神社行政は二十二社偏重に陥り、二十二社に加列していることが新しい社格を形成するに至ったと述べ、上記の平清盛による厳島神社加列の動きは、二十二社が社格化していったことを示す好例であるとしている。
『二十二社の研究史と二十二社制』によれば、二十二社へは室町時代後期の宝徳元年（1449年）8月23日の祈年穀まで朝廷により奉幣がされ、以後、奉幣は中断したとしている。江戸時代になって300年ぶりに甲子の年にあたる延享元年（1744年）に上七社を対象とした7社奉幣が復興し、この後も文化元年（1804年）と元治元年（1864年）の2度の甲子の年にも斎行されたが、本格的な再興を見ることは無かったとしている。この理由を同書では、近世において二十二社の半数以上は地域の郷村鎮守としての信仰に位置付けられ、もはや国家的祭祀体系を担う機能は喪失していたからだ、と述べている。
「近世の朝廷と寺社の祈祷」は寛文3年（1663年）霊元天皇の即位をきっかけに、禁中においては従来行われた清涼殿や紫宸殿における仏的祈祷を停止して、祈祷そのものを内侍所御神楽のみとすると共に、上七社と七大寺（東寺・東大寺・興福寺・延暦寺・仁和寺・園城寺・広隆寺）が国家的な祈祷を行う寺社として固定されたとしている。この方針を主導したのは、当時院政を行っていた後水尾院であり、そのきっかけとして元和・寛永以来江戸幕府による祈祷が朝廷の祈祷よりも大規模に行われ、将軍家の病気平癒の祈祷が禁中でも行われる実情に危機感を抱き、朝儀再興の一環として中世後期以来混乱していた朝廷祈祷の再整備を図ったとしている。

## 一覧
| 記載社名 | 現在                       | 現在                 | 社格   | 社格   | 社格 | 社格 | 社格 |
| 記載社名 | 社名                       | 所在地               | 式内社 | 一宮   | 近代 | 勅祭 | 別表 |
| -------- | -------------------------- | -------------------- | ------ | ------ | ---- | ---- | ---- |
| 上七社   |                            |                      |        |        |      |      |      |
| 太神宮   | 神宮（伊勢神宮）           | 三重県伊勢市         | 大     |        | 神宮 |      |      |
| 石清水   | 石清水八幡宮               | 京都府八幡市         | 国史   |        | 官大 | 勅祭 | 別表 |
| 賀茂     | 賀茂別雷神社（上賀茂神社） | 京都府京都市北区     | 名神大 | 山城国 | 官大 | 勅祭 | 別表 |
| 賀茂     | 賀茂御祖神社（下鴨神社）   | 京都府京都市左京区   | 名神大 | 山城国 | 官大 | 勅祭 | 別表 |
| 松尾     | 松尾大社                   | 京都府京都市西京区   | 名神大 |        | 官大 |      | 別表 |
| 平埜     | 平野神社                   | 京都府京都市北区     | 名神大 |        | 官大 |      | 別表 |
| 稲荷     | 伏見稲荷大社               | 京都府京都市伏見区   | 名神大 |        | 官大 |      |      |
| 春日     | 春日大社                   | 奈良県奈良市         | 名神大 |        | 官大 | 勅祭 | 別表 |
| 中七社   |                            |                      |        |        |      |      |      |
| 大原野   | 大原野神社                 | 京都府京都市西京区   | 国史   |        | 官中 |      | 別表 |
| 大神     | 大神神社                   | 奈良県桜井市         | 名神大 | 大和国 | 官大 |      | 別表 |
| 石上     | 石上神宮                   | 奈良県天理市         | 名神大 |        | 官大 |      | 別表 |
| 大和     | 大和神社                   | 奈良県天理市         | 名神大 |        | 官大 |      | 別表 |
| 廣瀬     | 廣瀬大社                   | 奈良県北葛城郡河合町 | 名神大 |        | 官大 |      | 別表 |
| 龍田     | 龍田大社                   | 奈良県生駒郡三郷町   | 名神大 |        | 官大 |      | 別表 |
| 住吉     | 住吉大社                   | 大阪府大阪市住吉区   | 名神大 | 摂津国 | 官大 |      | 別表 |
| 下八社   |                            |                      |        |        |      |      |      |
| 日吉     | 日吉大社                   | 滋賀県大津市         | 名神大 |        | 官大 |      | 別表 |
| 梅宮     | 梅宮大社                   | 京都府京都市右京区   | 名神大 |        | 官中 |      |      |
| 吉田     | 吉田神社                   | 京都府京都市左京区   | 式外   |        | 官中 |      | 別表 |
| 廣田     | 廣田神社                   | 兵庫県西宮市         | 名神大 |        | 官大 |      | 別表 |
| 祇園     | 八坂神社                   | 京都府京都市東山区   | 式外   |        | 官大 |      | 別表 |
| 北野     | 北野天満宮                 | 京都府京都市上京区   | 式外   |        | 官中 |      | 別表 |
| 丹生     | 丹生川上神社（中社）       | 奈良県吉野郡東吉野村 | 名神大 |        | 官大 |      | 別表 |
| 丹生     | 丹生川上神社上社           | 奈良県吉野郡川上村   | 名神大 | 別表   | 官大 |      |      |
| 丹生     | 丹生川上神社下社           | 奈良県吉野郡下市町   | 名神大 | 別表   | 官大 |      |      |
| 貴布禰   | 貴船神社                   | 京都府京都市左京区   | 名神大 |        | 官中 |      | 別表 |